# پلینویل (نیویورک)
پلینویل (به انگلیسی: Plainville) یک منطقهٔ مسکونی در ایالات متحده آمریکا است که در شهرستان اونانداگا، نیویورک واقع شده‌است.